# 岡田信一郎
岡田 信一郎（おかだ しんいちろう、1883年（明治16年）11月20日 - 1932年（昭和7年）4月4日）は、大正・昭和初期に活躍した建築家である。大阪市中央公会堂（原案）や東京府美術館、歌舞伎座、明治生命館などの設計作品で知られる。

## 概要
東京帝国大学建築学科を卒業した後、東京美術学校（現・東京芸術大学）と早稲田大学で教壇に立ち、今和次郎、今井兼次、三井道男、吉田五十八、岡田捷五郎（実弟）、村田政真、吉村順三ら多くの後進を育成した。
病弱なため外遊をする機会はなかったが、海外の建築雑誌等を通して近代建築の動向を把握し、優れた建築評論を執筆している。
設計作品には鉄筋コンクリートで和風意匠を表現した歌舞伎座、日本における西欧様式建築の最高傑作と評される明治生命館、イギリス風邸宅建築の鳩山一郎邸などがある。和洋を問わず、歴史的な建築様式を自在に用いた建築家である。
理論面では新しい時代の建築表現を指向しながら、実作品では過去の様式を多用しており、モダニズム建築の立場から言行不一致と評されることもある。
明治建築の文化史的な意義を認め、関東大震災で大きな被害を受けたニコライ堂（コンドル設計）、日本赤十字社本社（妻木頼黄設計）などの修繕も行っている。

## 年表
- 1883年（明治16年） - 東京市芝区宇田川町（港区浜松町・芝大門付近）で出生、父は陸軍薬剤官の岡田謙吉
- 1900年（明治33年） - 高等師範学校附属中学校（現・筑波大学附属中学校・高等学校）卒業
- 1903年（明治36年） - 旧制第一高等学校卒業、東京帝国大学工科大学建築学科へ入学
- 1906年（明治39年） - 大学卒業[3]、本野精吾・松井貴太郎・倉田謙・井手薫・横濱勉らと同期、卒業に際して恩賜の銀時計を賜る、大学院に進学、警視庁嘱託（警視庁の新築計画に関与）
- 1907年（明治40年） - 東京美術学校講師
- 1908年（明治41年） - 日本銀行建築事務嘱託(1911まで、小樽支店等の設計に関与）
- 1909年（明治42年） - 日英博覧会の事務を嘱託されるが、病気のため辞任（前田松韻が後任となる）
- 1911年（明治44年） - 早稲田大学講師（翌年、教授）
- 1912年（明治45年・大正元年） - 大阪市公会堂の指名設計競技に参加、1等当選
- 1915年（大正4年） - 日本赤十字社設計顧問。建築学会に建築条例実施促進に関する意見書を提出
- 1916年（大正5年） - 建築学会の建築条例実行委員に就任、以後、建築法規の制定運動に尽力する（運動の成果により、1919年、都市計画法（旧法）と市街地建築物法（建築基準法の前身）が公布された）
- 1923年（大正12年） - 東京美術学校教授、建築科主任
- 1928年（昭和3年） - フランス装飾美術展覧会委員を務める
- 1931年（昭和6年） - 早稲田大学を辞任、気管支拡張症の病状悪化
- 1932年（昭和7年） - 逝去、享年50（満48歳）、墓所は護国寺

## 主な作品
- 小松宮彰仁親王銅像台座（1912年） - 上野公園にある大熊氏廣制作の銅像の台座部分。
- 日本銀行小樽支店（1912年） - 現金融資料館。辰野金吾・長野宇平治・岡田の連名。小樽市指定有形文化財。）
- 大阪市中央公会堂（1912年原案設計） - 設計コンペ当選案。辰野片岡事務所が実施設計を行い、1917年に竣工。国の重要文化財。
- 大阪髙島屋（1921年） - 現在の大阪店（南海ビルディング）とは別で、長堀橋店。その後オフィスビルに転用された。戦災を受け、改造甚だしい状態であった。2007年（平成19年）取壊し。
- 村上喜代次邸（1922年） - 和館・洋館を併置した住宅建築。後に企業の施設となり、和館の主要部分を渋谷区内に移築。
- 日本赤十字社外来診察所（1923年）
- 鳩山一郎邸（1924年） - 現鳩山会館。鳩山と岡田は旧制中学（高師附中）時代からの竹馬の友である。
- 歌舞伎座（1924年） - 1945年の戦災により内部を焼失、中央の大屋根も失う。美術学校での教え子吉田五十八の意匠設計により復旧工事が行われた。国の登録有形文化財であったが、2010年取壊し。現在の歌舞伎座（隈研吾設計）は、吉田五十八による意匠の外観・内装を再現している。
- 青山会館（1924年） - 徳富蘇峰の自邸跡に建設。現存せず。
- 東京府美術館（1926年） - 後に東京都美術館。1975年に現在の美術館（前川國男設計）が竣工した後、取壊し。
- 浅野図書館（1926年） - 旧藩主浅野家により建てられた図書館（広島市立中央図書館の前身）。現存せず。
- 東京府立第一高等女学校（1927年）- 後に都立白鷗高校。現存せず。
- 護国院庫裏（1927年） - 寛永寺子院。国の登録有形文化財。
- 鎌倉国宝館（1928年） - 関東大震災で大きな被害を受けた鎌倉の寺社の文化財を保存するために建てられた。国の登録有形文化財。
- 大礼記念国産振興東京博覧会（1928年） - 主要な施設（仮設）を設計。
- 黒田記念館（1928年） - 洋画家黒田清輝の遺産により建てられた。国の登録有形文化財。
- 東京府立第一中学校（1929年） - 後に都立日比谷高校。講堂が残っていたが1994年取壊し。
- 東京美術学校陳列館（1929年） - 現東京芸術大学美術学部陳列館。
- ニコライ堂修繕（1930年） - コンドル実施設計の建物が関東大震災で罹災し、岡田が復興工事を担当。教会側の意向によりドームと鐘楼のデザインは大幅に変更された[4]。国の重要文化財。
- 博報堂（1930年） - 広告代理店の旧本社ビル。2010年取壊し。跡地に建てられたテラススクエアの一角に外観を再現している。
- 明治生命館（1934年） - 工事着工後、岡田は病状が悪化し、定礎式（1932年）を目前に逝去。弟の岡田捷五郎が引継いで完成させた。国の重要文化財。
- 琵琶湖ホテル（1934年） - 現びわ湖大津館。和風意匠の原案がまとまった段階で岡田は逝去。弟の捷五郎が設計変更のうえ着工し、完成させた。大津市指定有形文化財[5]

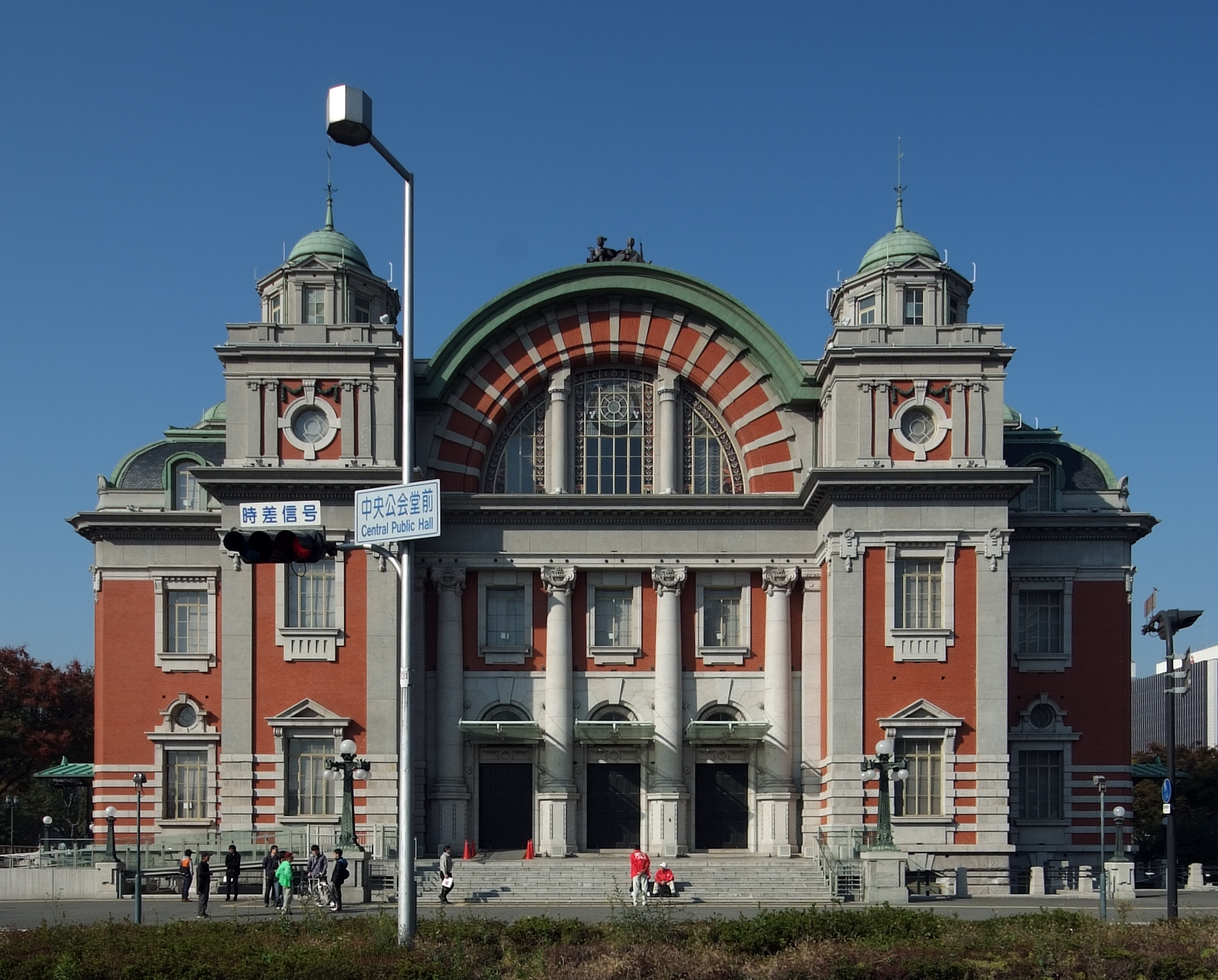
大阪市中央公会堂
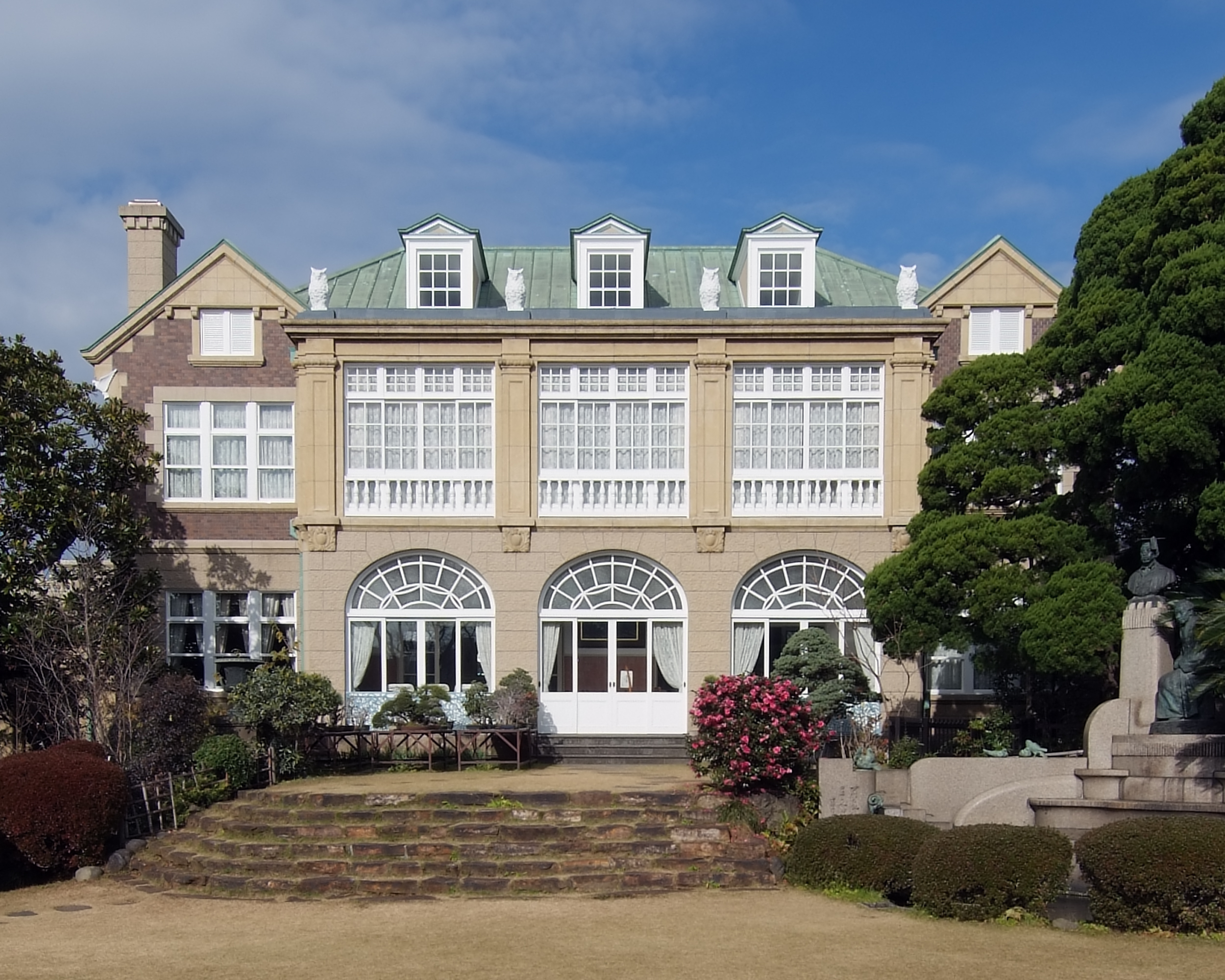
鳩山一郎邸（現鳩山会館）
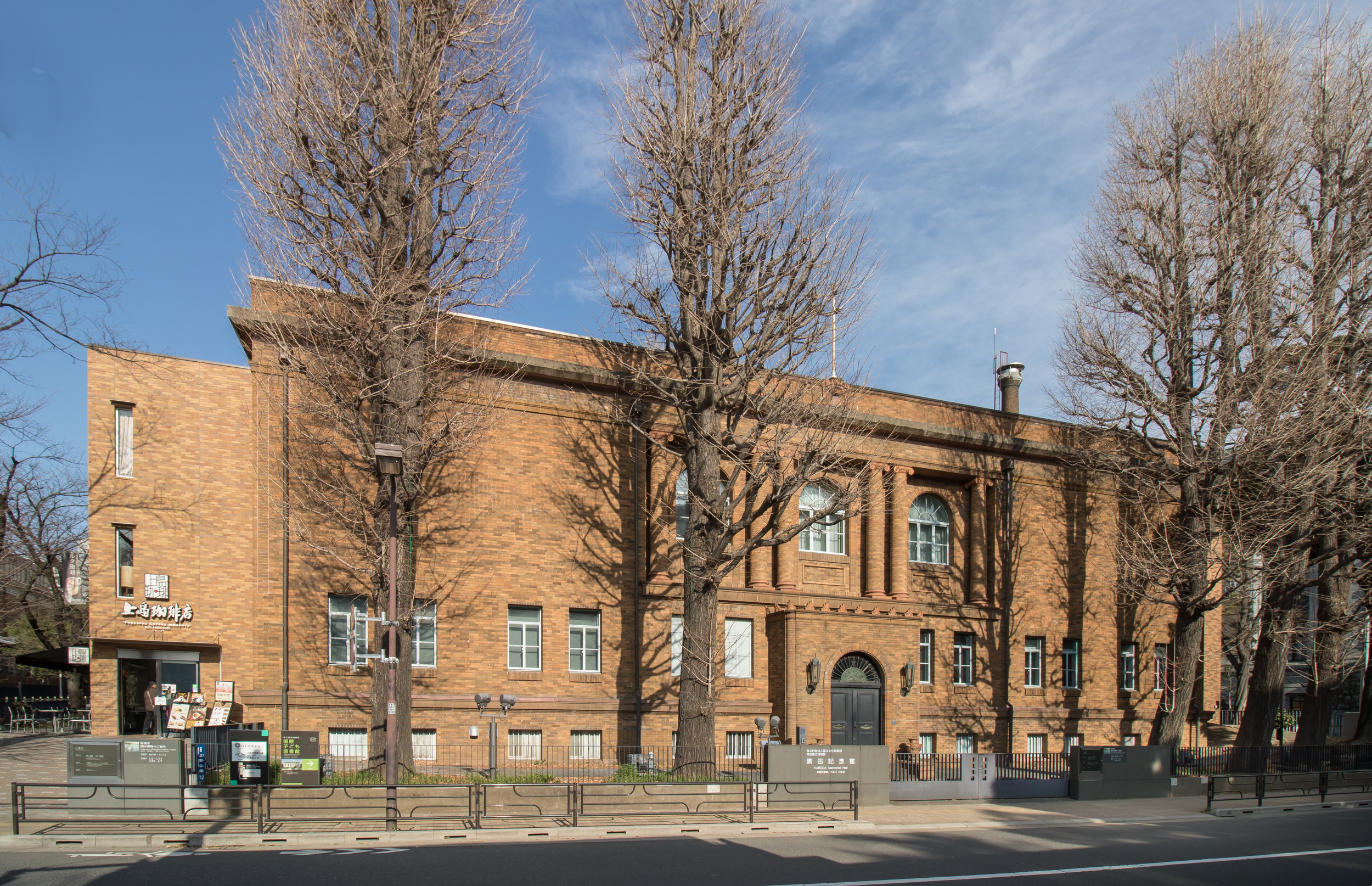
黒田記念館
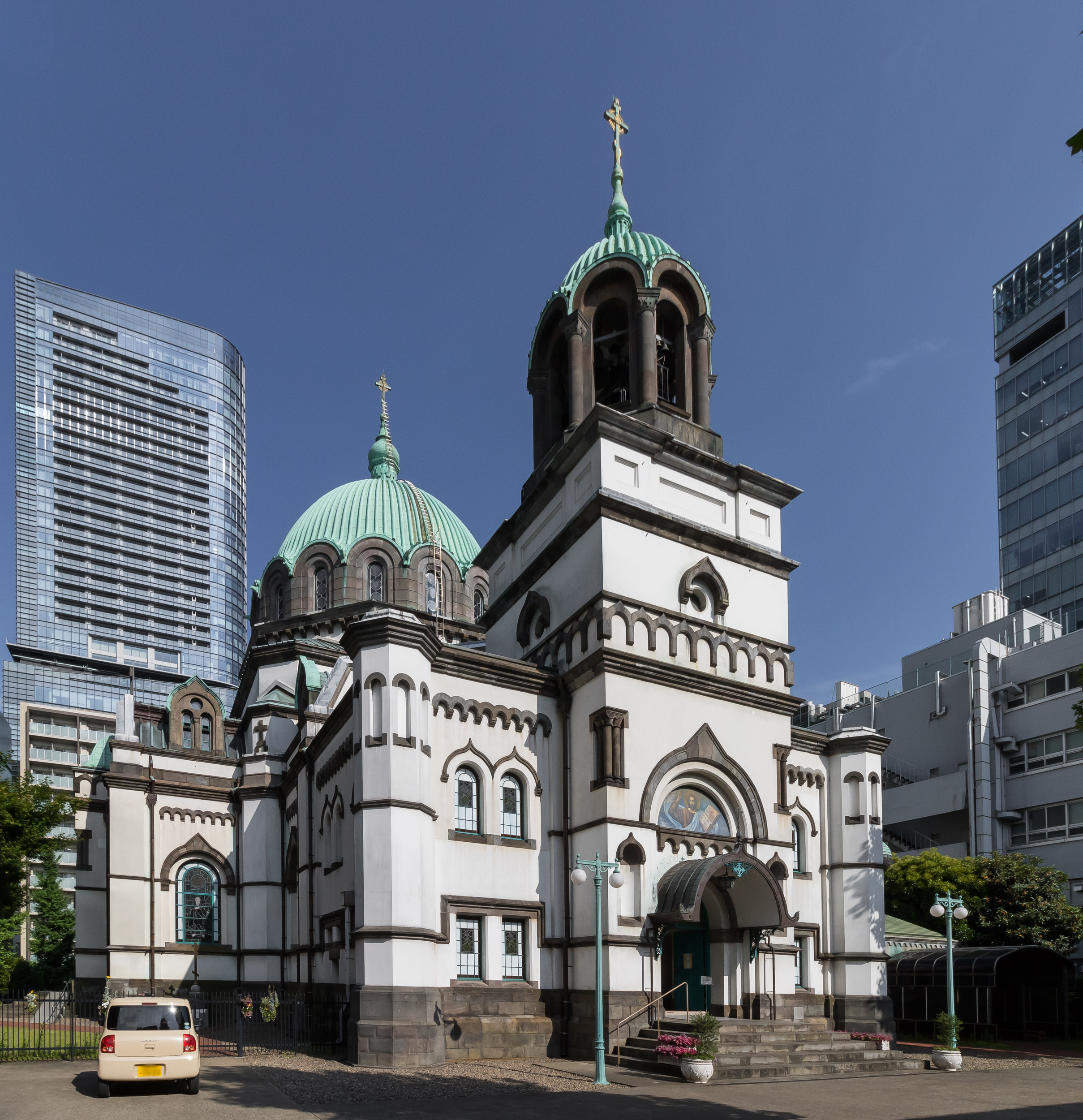
ニコライ堂
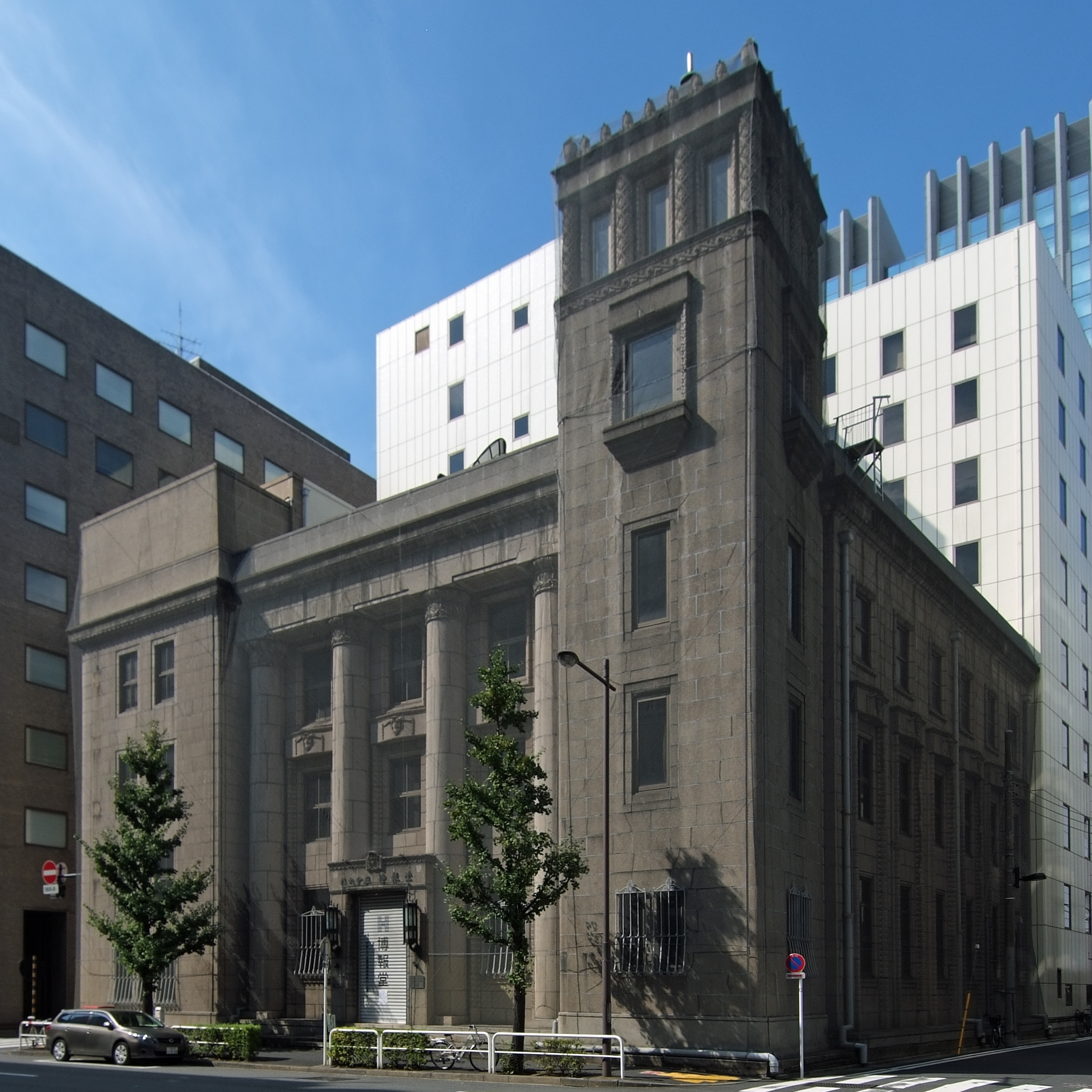
旧博報堂本社
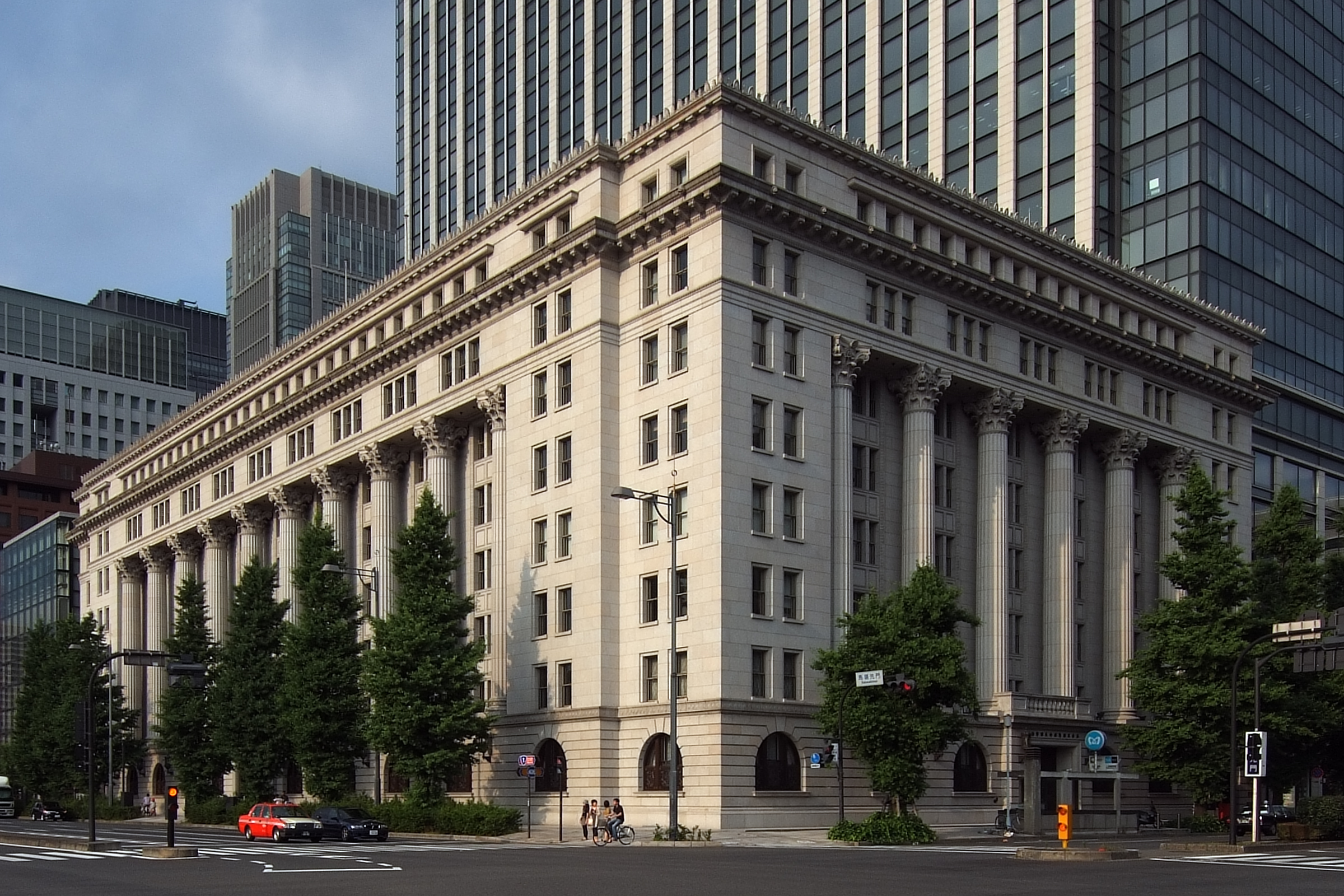
明治生命館
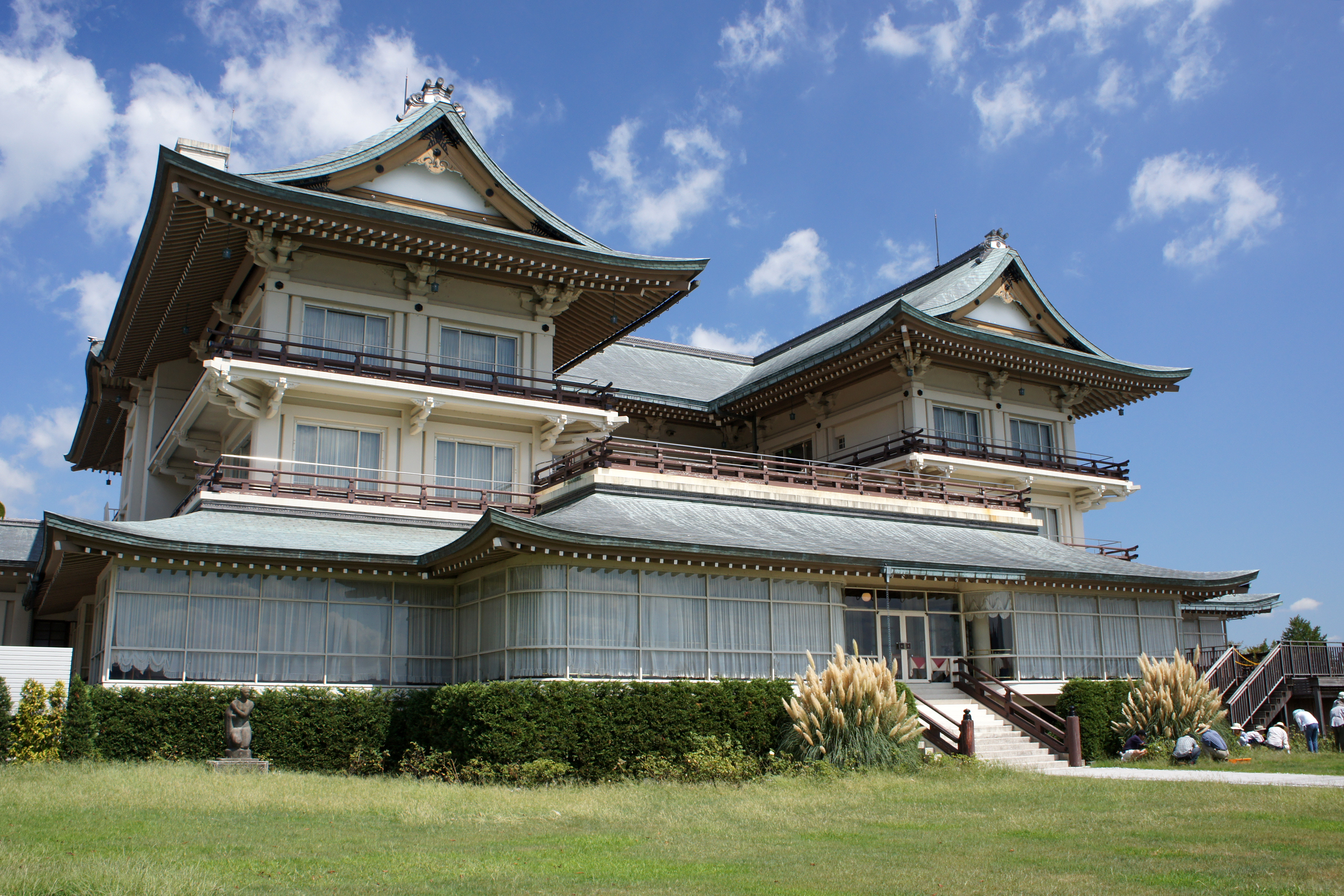
琵琶湖ホテル（現びわ湖大津館）

## その他
- 洋画家松山省三・平岡権八郎が1911年に開いたカフェー・プランタン（「春」の意味で小山内薫 が名付け親。「日本初のカフェー」とされる）の内装を古宇田實とともに担当した[6]。
- 妻は日本一の美人と謳われた、もと赤坂芸妓の萬龍(本名田向静)。結婚が決まると当時の新聞で大きく取り上げられた[7]。
- 1920年（大正9年）に牛込区神楽町（新宿区神楽坂）へ転居し、事務所（岡田建築事務所）も自宅に置いた。自宅跡は東京理科大学の敷地の一部になっている。

## 著作
まとまった著作集はない。
- 「建築美学講話」[8]（『早稲田文学』1911.7）
- 「都市と建築」（国民新聞 1916.1.11-1.14）
- 「日本住宅及茶室」[9]（『アルス建築大講座』12、アルス、1927年）

## 関係資料
- 国立国会図書館 - 遺族から寄贈された建築設計図面を所蔵（岡田信一郎・岡田捷五郎建築設計原図集成）
- 東京芸術大学大学美術館 - 岡田信一郎及び梶田恵[12]の家具図面を所蔵（岡田信一郎設計建造物家具資料、梶田恵家具及工芸品設計図）
- 東京芸術大学附属図書館 - 岡田信一郎旧蔵の洋書を所蔵（OPAC（詳細検索）から請求記号"OKADA"で検索）